# Hoplosauris analogica
Hoplosauris analogica là một loài bướm đêm trong họ Geometridae.